# Fédération nationale de la libre pensée
La Fédération nationale de la libre pensée est une association loi de 1901 fédérant les associations locales se réclamant de la libre-pensée en France. Elle promeut le libre examen et la liberté de conscience, ainsi que la laïcité. Elle se réfère aux principes rationnels et scientifiques pour s'affranchir des dogmes. Issue de la Fédération française de la Libre-Pensée fondée en 1890, c'est une des organisations historiques de l'anticléricalisme, du mouvement ouvrier, de l'anarchisme et du pacifisme en France. En 2023, elle comptait environ 4 000 adhérents.

## Actions et prises de position

### Laïcité
Loi de 1905
On retrouve des libres-penseurs parmi les acteurs les plus importants des débats parlementaires sur la loi de 1905, sans qu'il y ait d'unité a priori dans leur positionnement: le président de la commission parlementaire chargée de préparer la loi, Ferdinand Buisson, est simultanément président de l'Association nationale des libres-penseurs. Le rapporteur et principal rédacteur de la loi, Aristide Briand, est également libre-penseur, de même que Maurice Allard, l'un des principaux "éradicateurs" partisans d'une ligne plus dure envers l'Église que celle préconisée par Buisson et Briand.
Depuis cette époque, la défense de la loi de 1905 occupe une place particulière dans la vie de la Libre-Pensée, qui l'interprète comme une loi garantissant le libre exercice de la liberté de conscience et organise régulièrement des manifestations pour le respect de la loi, qu'elle présente comme menacée par des réformes successives qu'elle juge autoritaires,.

#### Contre le soutien des municipalités aux manifestations religieuses
Conformément à la loi de séparation des Églises et de l'État de 1905, la Fédération a engagé des actions contre l'utilisation d'argent public à des fins de représentations religieuses au sein des établissements publics, notamment lors de l'installation de crèches de Noël. Si ces actions en justice ont entraîné le retrait de certaines crèches de Noël au nom du principe de laïcité,, elles n'ont en revanche pas abouti partout,. À Montpellier, la Libre-Pensée dénonce régulièrement le soutien de la municipalité et la participation d'élus aux fêtes de la Saint-Roch.

#### Utilisation religieuse de l'espace public: statues, croix, bâtiments
La Libre Pensée, pour le respect de la loi de 1905, s'oppose en justice à l'utilisation du domaine public pour ériger des statues religieuses. Elle a ainsi saisi la justice contre l'implantation d'une statue de Saint Michel aux Sables-d'Olonne en 2021 et d'une statue mariale à La-Flotte-en-Ré en 2022. Une consultation a eu lieu auprès des habitants de la commune des Sables-d'Olonne, avec une participation qui est resté proche des 10 %, 94,51 % des suffrages exprimés se prononçaient pour le maintien de la statue de Saint Michel. Le tribunal administratif de Nantes a donné raison, en première instance, à l'application de la loi française sur la laïcité et donc à la Fédération nationale de la libre pensée.
Au même motif, la Libre Pensée s'oppose à l'ajout de croix sur le domaine public. En janvier 2018, la fédération morbihannaise obtient une décision du Conseil d’État contre la croix de la statue du pape Jean-Paul II à Ploërmel.

#### En faveur des repas de substitution dans les cantines
La fédération de Saône-et-Loire de la Libre Pensée se félicite du jugement du tribunal administratif de Dijon du 28 août 2017 mettant en échec les pratiques discriminatoires des cantines de Chalon-sur-Saône consistant à refuser de servir des repas de substitution sans porc.

#### Opposée aux chartes de la laïcité et à la loi dite «contre le séparatisme»
La Libre-Pensée a combattu la loi dite « contre le séparatisme », qui instaure notamment un principe de responsabilité collective des associations subventionnées pour les actes politiques de leurs adhérents et salariés. Cette loi généralise notamment la pratique existante des chartes de la laïcité dont la signature deviendrait nécessaire pour solliciter une subvention. Selon la Libre-Pensée, qui s'oppose à cette pratique, ces chartes et la loi Séparatisme sont une inversion du principe politique de laïcité et une ingérence du pouvoir politique dans la vie des associations.

#### Contre la «police du vêtement»
La Libre-Pensée s'est régulièrement opposée à tout encadrement législatif ou réglementaire des pratiques vestimentaires des particuliers, notamment lors des diverses discussions concernant le port du foulard islamique en milieu scolaire ou périscolaire, ou le port du "burkini". Selon elle, les tentatives d'encadrement législatif du port du voile seraient un dévoiement de la laïcité.

### Pacifisme
La FNLP se définit comme une association pacifiste. Elle demande la réhabilitation des fusillés pour l'exemple de la Première Guerre mondiale.
Elle a été à l'origine du projet d'érection d'un monument aux fusillés pour l'exemple avec d'autres organisations comme l'Association républicaine des anciens combattants et l'Union pacifiste. Le monument a été inauguré le 2 avril 2019 à Chauny dans l'Aisne,.
Elle participe au collectif national regroupant les organisations opposées à la mise en place d'un Service national universel en France ainsi qu'à des collectifs locaux.

### Droit à disposer de son corps

#### Droit à la contraception et à l'avortement
Historiquement, la Libre-Pensée défend la contraception et le contrôle des naissances. Dans l'entre-deux-guerres, cette position était notamment défendue par sa composante anarchiste et néo-malthusienne, autour de Sébastien Faure ou Madeleine Pelletier. Les libres-penseurs anarchistes bordelais André Prévôtel et Aristide Lapeyre ont été accusés d'avoir organisé un réseau de contraception et de stérilisation volontaire masculine en 1935 (affaire dite des "stérilisés de Bordeaux").
Aujourd'hui, la FNLP est engagée pour le droit à l'IVG en France et soutient le travail du Planning Familial. Au sein de l'Association Internationale de la Libre Pensée, elle défend le droit à l'avortement dans le monde.

### Mouvement social
La FNLP se dit anticapitaliste et revendique sa proximité avec le mouvement syndical. Elle participe ainsi, chaque 1er mai, au rassemblement intersyndical (CGT, FSU, FO) devant le Mur des Fédérés au cimetière du Père-Lachaise et entretient plus généralement le souvenir de la Commune de Paris.
En 2018 et 2019, elle a apporté son soutien au mouvement des Gilets Jaunes en France tout en souhaitant une convergence du mouvement syndical avec les revendications des manifestants. En 2019, elle a par exemple organisé des manifestations locales avec des Gilets Jaunes et des associations antilibérales, comme en Dordogne.
La FNLP participe également à plusieurs collectifs locaux de défense de la liberté de manifester, par exemple à Lyon, Vannes, Bordeaux.

## Composition
En 2017, elle comptait environ 3000 adhérents et, en 2023, en revendique 4000.

### Orientations politiques représentées
Historiquement, la FNLP a notamment réuni des socialistes, des radicaux et des anarchistes. Aujourd'hui, de nombreux observateurs, soulignent la part des anarchistes, des trotskystes (notamment lambertistes) et des syndicalistes Force ouvrière dans ses militants. Le dictionnaire du mouvement ouvrier Le Maitron présente de nombreuses figures anarchistes ou issues de FO comme des militants de la Libre-Pensée, comme Marc Blondel, Marc Prévotel ou Joachim Salamero.

### Quelques adhérents célèbres de la Fédération Nationale de la Libre-Pensée
- des anarchistes : Madeleine Pelletier, Sébastien Faure[41], Francisco Ferrer[23], André Lorulot, Paul et Aristide Lapeyre, André Prévôtel, Suzanne Chevet
- des radicaux et radicaux-socialistes : Ferdinand Buisson, Édouard Herriot[42]
- des socialistes : Maurice Allard, Jean Allemane, Aristide Briand, Jean Cotereau, Aimée Lallement, Marcel Sembat
- des historiens : Jean-Marc Schiappa
- des syndicalistes : Marc Blondel
- des féministes : outre Madeleine Pelletier, Nelly Roussel, Maria Vérone, Paule Minck, Clémence Royer, la suffragette Séverine, Maria Deraismes, Maria Pognon[43]
- des écrivains et universitaires rationalistes : Vera Starkoff, Marcellin Berthelot, Anatole France, Alexandra David-Néel, Joseph Turmel, Jean Rostand, Annie Lacroix-Riz[44]

## Publications
- Le mensuel La Raison[45]
- Le trimestriel L'Idée libre
- Marc Prévotel, Cléricalisme moderne et mouvement ouvrier, Paris, Les Éditions libertaires - Fédération nationale de la libre pensée, 2008  (ISBN 2914980655)